# 사이토 가즈키 (1988년)
사이토 가즈키(일본어: 齊藤 和樹, 1988년 11월 21일 ~ )는 일본의 축구 선수이다.

## 구단 경력
그는 2011년부터 2022년까지 J리그의 로아소 구마모토, 주빌로 이와타, 파지아노 오카야마에서 활동하였다.